# امیر باقری
امیر باقری (متولد ۲۹ شهریور ۱۳۵۷) شطرنج‌باز ایرانی است، که از فروردین ۱۴۰۰ در مسابقات بین‌المللی با پرچم موناکو شرکت می‌کند. او دومین فرد ایرانی است که در سال ۲۰۰۲ به درجهٔ استاد بزرگی دست یافت. 
وی ۳ بار در سال‌های ۱۹۹۸ (میز یک: ۴+ ۶= ۲-)، ۲۰۰۰ (میز دو: ۱+ ۴= ۳-) و ۲۰۰۸ (میز سه: ۲+ ۴= ۳-) برای تیم ملی ایران در المپیاد شطرنج بازی کرده و هم‌اکنون (۲۰۱۰) مربی تیم ملی شطرنج ایران است.
او اولین ایرانی است که پس از انقلاب ۵۷ به درجهٔ استاد بین‌المللی دست یافت (قبل از انقلاب ایران ۳ استاد بین‌المللی داشت). باقری از سال ۱۳۸۰ به کشور فرانسه مهاجرت کرد و تحت پرچم ایران به عنوان استاد بزرگی دست یافت اما پس از کسب تابعیت فرانسه مدتی برای کشور فرانسه بازی کرد ولی اکنون مجدداً به نمایندگی از ایران در مسابقات حاضر می‌شود. باقری یک بار به دور نهایی مسابقات قهرمانی فرانسه نیز راه یافت و قهرمان هفتم شطرنج فرانسه شد او همچنین در لیگ فرانسه هم بازی می‌کند.
آخرین ریتینگ باقری در آوریل ۲۰۱۶ معادل ۲۳۶۱ بوده که او را در رتبهٔ ۲۴ ایران و ۳۱۲۰ شطرنج‌بازان فعال جهان قرار می‌دهد.
وی در مسابقات قهرمانی جهان فیده ۱۹۹۹ حضور داشت که در دور اول حذف شد و برای مسابقات قهرمانی جهان فیده ۲۰۰۰ هم انتخاب شده بود که به دلیل عدم صدور ویزا موفق به حضور نشد.

## سبک بازی
باقری معمولاً بازی را با d4 آغاز می‌کند و با سیاه هم در پاسخ e4 به دفاع کاروکان و در پاسخ به d4 به دفاع نیمزوهندی و بوگوهندی روی می‌آورد.